# Vertrag von Chartres
Der Vertrag von Chartres vom 9. März 1409 sollte die Versöhnung zwischen Karl, Herzog von Orléans und Johann Ohnefurcht, Herzog von Burgund, herbeiführen.
Ursache des Zerwürfnisses war die Ermordung des Herzogs Ludwig von Orléans am 23. November 1407, Karls Vater, die Johann Ohnefurcht veranlasst hatte. Diese Tat war der Auslöser des Bürgerkriegs der Armagnacs und Bourguignons, dessen Ausbruch mit diesem Vertrag verhindert werden sollte.
Den Verhandlungen vorausgegangen waren im Jahr zuvor der Mordprozess in Paris und der Tod Valentina Viscontis, der Witwe Ludwigs. Hinzu kam, dass die Großen des Reiches aus Angst vor Johann bislang zögerten, sich offen auf Seiten des jungen neuen Herzogs zu stellen.
Der Vertrag wurde von  Jean de Montaigu ausgearbeitet. Die wichtigsten der 21 Artikel waren:
- das Eingeständnis des Herzogs von Burgund, dass er den Herzog von Orléans habe ermorden lassen: „Par sa volonté et par ses ordres, pour le bien du royaume“ – durch seinen Willen und auf seinen Befehl, zum Wohl des Königreichs – und
- die Entschuldigung in Richtung der Kinder seines Opfers

Im Gegenzug beteuerten die Söhne Ludwigs, der 18-jährige Karl und der 13-jährige Philippe, im Rahmen der Zeremonie, die in der Kathedrale von Chartres stattfand, Johann Ohnefurcht zu vergeben, und schworen auf die Bibel, den unterzeichneten Vertrag zu respektieren. König Karl VI. wiederum begnadigte den Burgunder.
Der Vertrag wurde jedoch nicht eingehalten, nachdem auf der Hochzeit Karls mit einer Tochter des Grafen Bernard VII. d’Armagnac am 15. April 1410 in Gien eine Liga gegen die Burgunder gebildet wurde, deren Wortführer der Graf von Armagnac wurde – womit dann der Dualismus zwischen Bourguignons und Armagnacs entstand. Es wurden noch zwei Versuche unternommen, die nun ausbrechenden militärischen Auseinandersetzung zu beenden, am 2. November 1410 mit dem Vertrag von Bicêtre und am 22. August 1412 mit dem Vertrag von Auxerre, die aber beide ohne Wirkung blieben.